# South Haven (Michigan)
South Haven – miasto w Stanach Zjednoczonych, w stanie Michigan, w hrabstwie Van Buren.